# Franz Seitz senior
 (août 2023).
Si vous disposez d'ouvrages ou d'articles de référence ou si vous connaissez des sites web de qualité traitant du thème abordé ici, merci de compléter l'article en donnant les références utiles à sa vérifiabilité et en les liant à la section « Notes et références ».
Pour les articles homonymes, voir Seitz.
Franz Seitz senior était un réalisateur et scénariste allemand né le 14 avril 1887 à Munich et décédé le 7 mars 1952 à Schliersee. Il est le père de Franz Seitz Jr.

## Filmographie partielle

### Réalisateur
- 1924 : Der Weg zu Gott
- 1925 : Das Parfüm der Mrs. Worrington
- 1928 : Der fidele Bauer
- 1928 : Der Weiberkrieg
- 1932 : Der Schützenkönig
- 1933 : Der Meisterdetektiv
- 1933 : S.A.-Mann Brand